# Крај танана шадрвана
Крај танана шадрвана је севдалинка која је настала превођењем песме „Азра“ коју је написао Хајнрих Хајне. 

## Аутори превода песме „Азра“
Аутор превода ове песме је Алекса Шантић. Алекса Шантић је превео ову песму 1923. године и објавио у својој књизи превода песама Хајнриха Хајнеа под називом „Из Хајнеове лирике“. Песму Азра су преводили поред Шантића и Владимир Назор, Добриша Цесарић и Сафвет-бег Башагић.

## Композитори
Многобројни композитори су компоновали музику инспирисани овом песмом. Први је музику уз ову песму компоновао Карл Лев а затим и Антон Рубинштајн

## Легенда о племену Азра
Постоји стара легенда о томе да у Јемену постоји старо племе које се зове Азра (девица). Уколико младићима из тог племена није дозвољено или није могуће да остваре своју љубав према вољеној, они одлазе у пустињу или у рат да би што пре умрли заљубљени јер не желе да живе без љубави. Ова легенда је оставила снажан утисак на Хајнриха Хајнеа и инспирисала га да напише песму Азра. На арапском полуострву постоји провинција Асир, на југозападу Саудијске Арабије а назив ове провинције значи недостижни.

## Севдалије
Песму Крај танана шадрвана су певали многобројни певачи и певачице како народних песама тако и осталих музичких жанрова. Међу најпознатијима су Химзо Половина, Јадранка Стојаковић, Беба Селимовић, Ханка Палдум, Бранимир Џони Штулић, Заим Имамовић, Звонко Богдан Саша Лошић Лоша и многи други. По називу ове Хајнеове песме је Бранимир Џони Штулић назвао рокенрол музички састав Азра који је предводио. Превод који се користи у певању је дело Сафвет-бег Башагића.